# Kamyaran (Verwaltungsbezirk)
Kamyaran (persisch شهرستان کامیاران) ist ein Schahrestan in der Provinz Kurdistan im Iran. Er enthält die Stadt Kamyaran, welche die Hauptstadt des Verwaltungsbezirks ist. 

## Kreise
Der Verwaltungsbezirk gliedert sich in folgende Kreise:
- Zentral (بخش مرکزی)
- Muchesch (بخش موچش)

## Demografie
Bei der Volkszählung 2016 betrug die Einwohnerzahl des Schahrestan 102.856. Die Alphabetisierung lag bei 79 Prozent der Bevölkerung. Knapp 59 Prozent der Bevölkerung lebten in urbanen Regionen.
| Zensusjahr | Einwohnerzahl |
| ---------- | ------------- |
| 2011       | 105.996       |
| 2016       | 102.856       |